# 鈴木美恵
鈴木 美恵子（すずき みえこ、1974年2月6日 - ）は、日本の女優。旧芸名は鈴木 美恵（すずき みえ）。現在はフリー。血液型O型。千葉県出身。

## 来歴
『うちの子にかぎって…』『パパはニュースキャスター』に出演したことで西尾まりらと子役として大成（当時は若干ぽっちゃり気味な体型だった）。
その後は、OLやパートで働く女性、主婦や子供の母親といった幅広い（シリアスなものからコミカルなものまで）役を演じられる女優として、ドラマの脇役やCMに出演している。
『男はつらいよ』では、登場時期が中途半端だったためか出演作品4作と、他のキャストと比べてかなり少なかった。
2016年12月10日、映画監督の黒川礼人と結婚する。
2022年3月21日、横浜市の関内ホールで開催された公開セミナー　第51回名作の舞台裏『パパはニュースキャスター』にゲストとして出演。出演当時のエピソードを話している。

## 人物
子役時代の若干ぽっちゃり体型から、さらに輪をかけてかなりぽっちゃりし、なおかつ巨乳(B98)であるらしい。

## 出演

### 映画
- 夢（1990年）
- 八月の狂詩曲（1991年）- みな子 役
- 十五少女漂流記（1992年）
- まあだだよ（1993年）- 魚屋の娘 役
- 男はつらいよ 寅次郎の縁談（1993年） - 加代 役
- 白鳥麗子でございます!（1995年） - 明美 役
- 男はつらいよ 拝啓車寅次郎様（1994年） - 加代 役
- 男はつらいよ 寅次郎紅の花（1995年） - 加代 役
- 学校II（1996年）- ゆりこ 役
- 虹をつかむ男（1996年）
- サラリーマン専科 単身赴任（1996年）
- 学校III（1998年）
- 雨あがる（2000年）- 宿屋の女中 役
- 釣りバカ日誌15 ハマちゃんに明日はない!?（2004年） - いずみ 役
- 釣りバカ日誌16 浜崎は今日もダメだった♪♪（2005年） - いずみ 役
- 釣りバカ日誌17 あとは能登なれハマとなれ!（2006年） - 鯛子 役
- 釣りバカ日誌18 ハマちゃんスーさん瀬戸の約束（2007年） - いずみ 役

### テレビドラマ
- うちの子にかぎって パート2（1985年、TBS） - 井田真由美 役
- パパはニュースキャスター（1987年、TBS） - 鈴木愛（めぐみ） 役
  - パパはニュースキャスタースペシャル 摩天楼はバラ色に（1987年10月7日）
  - パパはニュースキャスター・お正月スペシャル（1989年1月2日）
  - パパはニュースキャスター・帰ってきた鏡竜太郎スペシャル （1994年9月30日）
- オヨビでない奴! 第18話（1987年、TBS） - 聖子 役
- パパこげてるョ!（1987年4月、テレビ東京）
- マドンナ先生はロックンローラー!（1987年12月、テレビ朝日）
- 予備校ブギ 第1話「恋の第一志望」・第4話「恋の試験に範囲はありません」・第12話「合格発表」（1990年）- 茂樹の妹 役
- 学校へ行こう!（1991年、TBS）
- ドラマ30
  - 娘からの宿題（1993年、中部日本放送）
  - キッパリ!（2007年、中部日本放送） - 石川由香 役
  - キッパリ!!（2008年、中部日本放送） - 石川由香 役
- セカンド・チャンス（1995年、TBS）
- 最高の食卓（1987年、テレビ朝日） - サトミ 役
- ラブジェネレーション 最終話（1997年12月22日、フジテレビ）
- 警視庁鑑識班2004 第4話 「3年前の白骨が解いた婚約者殺しの汚名」（2004年2月4日、日本テレビ） ‐ 大原康子
- ラスト・プレゼント（2005年6月、テレビ朝日） - 広田春美 役
- 鬼嫁日記 いい湯だな（2007年、関西テレビ）
- 受験の神様（2007年、日本テレビ） - 中野先生 役
- 水曜ドラマ『斉藤さん』（2008年、日本テレビ） - 野村福子 役
- 学校じゃ教えられない! 1限目「なぜ、ひとりHするの?」（2008年、日本テレビ） - 長崎美津子（きよしの母） 役
- ギネ 産婦人科の女たち（2009年、日本テレビ）
- ヤマトナデシコ七変化 第2話（2010年1月、TBS）
- 土曜ワイド劇場『さすらいの女弁護士 山岸晶』（2010年7月24日、朝日放送） - 新倉花子 役
- 明日の光をつかめ（2010年、東海テレビ）
- 秘密（2010年10月、テレビ朝日）
- 花嫁のれん 第1シリーズ（2010年11月 - 12月、東海テレビ） - 寺内弘美 役
- 告発〜国選弁護人 第3話（2011年1月、テレビ朝日） - 店員 役
- 土曜ワイド劇場『拘置所の女医』（2011年3月5日、テレビ朝日）
- 月曜ゴールデン『ヤメ刑探偵 加賀美塔子』（2011年6月6日、TBS） - 成田久子 役
- BSプレミアムドラマ『遙かなる山の呼び声』（2018年11月24日、NHK）-看護師 役
- BSプレミアムドラマ『黒い画集 証言』(2020年5月9日、NHK)-校長先生 役

### セミナー
- 公開セミナー　第51回名作の舞台裏『パパはニュースキャスター』 - ゲスト（2022年3月21日、関内ホール）[2][3][4]

### ワークショップ
・演劇ワークショップ『鈴木さんと学級会』